# Haze (пісня)
Haze - пісня ню-метал-групи Korn, складена і записана для комп'ютерної гри Haze від Ubisoft, яка вийшла у вигляді синглу 1 липня, 2008. Плановані дати релізу 27 листопада 2007 і 8 січня 2008 були відкладені через перенесення виходу гри на початок 2008. Пісня була вкрадена до дати релізу через службу Verizon Wireless V Cast. Вперше в індустрії відеоігор, «Haze» вийде і буде поширюватися як повноцінний сингл і музичне відео, а не як додатковий матеріал до комп'ютерної гри, доступний для скачування.
Пісня містить дуже індустріальний ритм, хоча і відрізняється від матеріалу альбому Untitled. Також пісня стала помітно тяжче і ударних, ніж більшість пісень з останнього альбому. Це перший сингл Korn, який записувався в три підходи, так як Джонатан Девіс записував обидві вокальні партії та ударні.
Прем'єра пісні "Haze" пройшла на першому концерті європейської частини туру Bitch We Have a Problem Tour в Дубліні, 13 січня 2008. Також концерт став першим виступом з поточним барабанщиком групи Рейем Лузьє, які зайняли місце ударника, після повернення  Джої Джордісона в Slipknot для запису четвертого альбому, який вийшов в 2008.